# هربرت موهرينغ
هربرت موهرينغ  (بالإنجليزية: Herbert Mohring)(1928 – 4 يونيو 2012) اقتصادي أمريكي في مجال النقل. كان يدرس في جامعة مينيسوتا من 1994 إلى 1961. حصل على الدكتوراه من معهد ماساتشوستس للتكنولوجيا في عام 1959،  وكانت الأطروحة حول التأمين على الحياة وكانت تحت إشراف روبرت سولو.

لقد أصبح معروف على نطاق واسع بسبب ما يطلق عليها اسم تأثير موهرينغ في وسائل النقل العام.
أظهر موهرينغ مع هارويتز أن الإيرادات من ضريبة الازدحام  تقوم بتغطية تكاليف الطرق السيارة والتي تشمل الاستهلاك وتكاليف رأس المال، ولكن لا تشمل تكاليف الاستثمار.

## الأعمال المختارة
- Mohring, Herbert, Optimization and Scale Economies in Urban Bus Transportation, American Economic Review 62, no. 4 (September 1972): 591-604.
- Mohring, Herbert, The Peak Load Problem with Increasing Returns and Pricing Constraints, American Economic Review 60, no. 4 (September 1970): 693-705.
- Mohring, H. and Harwitz, M., Highway Benefits: An Analytical Framework, Ch 2, pp 57–90. (1962)

## وصلات خارجية
- University home page على موقع واي باك مشين (نسخة محفوظة August 28, 2002)